# Soldifacili.com
Soldifacili.com (The First $20 Million Is Always the Hardest) è un film del 2002 diretto da Mick Jackson.
È basato su un romanzo scritto da Po Bronson.

## Trama
Quattro ragazzi capitanati da Andy Kasper (Adam Garcia), dopo aver accettato un lavoro impossibile da realizzare, progettano un PC da 99$ rivoluzionario...

## Produzione
Il film è stato realizzato dalla 20th Century Fox al costo di 17 milioni di dollari.

## Accoglienza

### Incassi
Con un budget di circa 17 milioni di dollari, Soldifacili.com è stato distribuito in soli 2 cinema per una settimana, incassando 5.491 dollari.